# Château de Spontin
 (avril 2025).
Le château de Spontin est un château situé en Wallonie à Spontin dans la commune d'Yvoir et dans la province de Namur.

## Histoire
Classé le 14 janvier 1950 à la fois comme monument historique et site, le château illustre l’évolution d’une habitation seigneuriale du Moyen Âge à nos jours. À l’origine, vers le XIIIe siècle, le château de Spontin est une simple tour défensive carrée, dans la vallée du Bocq, destinée à protéger les usagers de l’antique voie romaine Dinant-Huy. Depuis environ le milieu du XIIIe siècle il était possédé par la Maison de Spontin.
Après de hauts faits d’armes, Guillaume dit « l’Ardennais » (1276-1321) transforme à la fin du XIIIe siècle le bâtiment primitif en une demeure fortifiée de trois étages et aux murs plus épais. C’est seulement au XIVe siècle que la demeure prend son aspect de château-fort classique et sont rajoutées deux tourelles de défense avec pont-levis au XVe.
Dès la fin du XVIe siècle, les fortifications étant devenues inutiles, le château se transforme en résidence par le percement de fenêtres et il est rehaussé de briques roses et de toits en poivrière. Les deux dernières transformations sont la construction d’une ferme fortifiée en dehors des douves (1622) et la démolition d’une partie des fortifications arrière. Dans la cour d'armes, ornée d'une élégante armature de puits en fer forgé par Van Boeckel (XIXe siècle), apparaît l'ancien donjon. Les salles du vieux logis, aux murs énormes, aux cheminées gothiques et boiseries Louis XIII, au pavement de grès, contrastent par leur austérité avec les appartements. La partie sud a été décorée au XIXe siècle dans le style néogothique (architectes Jean-Baptiste Bethune et Auguste Van Assche).
Le 2 mai 2004, le châtelain Robert Vermeersch fut retrouvé assassiné dans le château de Spontin. Ce fut le dernier châtelain faisant vivre le château au gré des visites.
En 2016, ce château est utilisé comme décor de film pour Le Fantôme de Canterville avec Michaël Youn, Audrey Fleurot et Michèle Laroque.